# Kragenfasanen
Die Kragenfasanen (Chrysolophus) sind eine Gattung innerhalb der Familie der Fasanenartigen. Es gehören nur zwei jeweils monotypische Arten zu dieser Gattung, die beide in Ostasien und dort hauptsächlich in China beheimatet sind. Der Goldfasan kommt im mittleren China bis ins westliche Sichuan vor, die Verbreitung des Diamantfasans reicht von dort bis nach Tibet und Myanmar. Im Dreieck der chinesischen Provinzen Sichuan, Yunnan und Guizhou überschneidet sich das Vorkommen der beiden Arten und es kommen hier bisweilen Hybriden vor. Die enge Verwandtschaft der beiden Arten zeigt sich auch daran, dass sie in Gefangenschaft sehr einfach zu kreuzen sind. Bei der ersten Generation solcher Kreuzungen sind normalerweise beide Arten fortpflanzungsfähig. Beide Arten und insbesondere der Goldfasan werden häufig in Gefangenschaft gehalten.

## Beschreibung

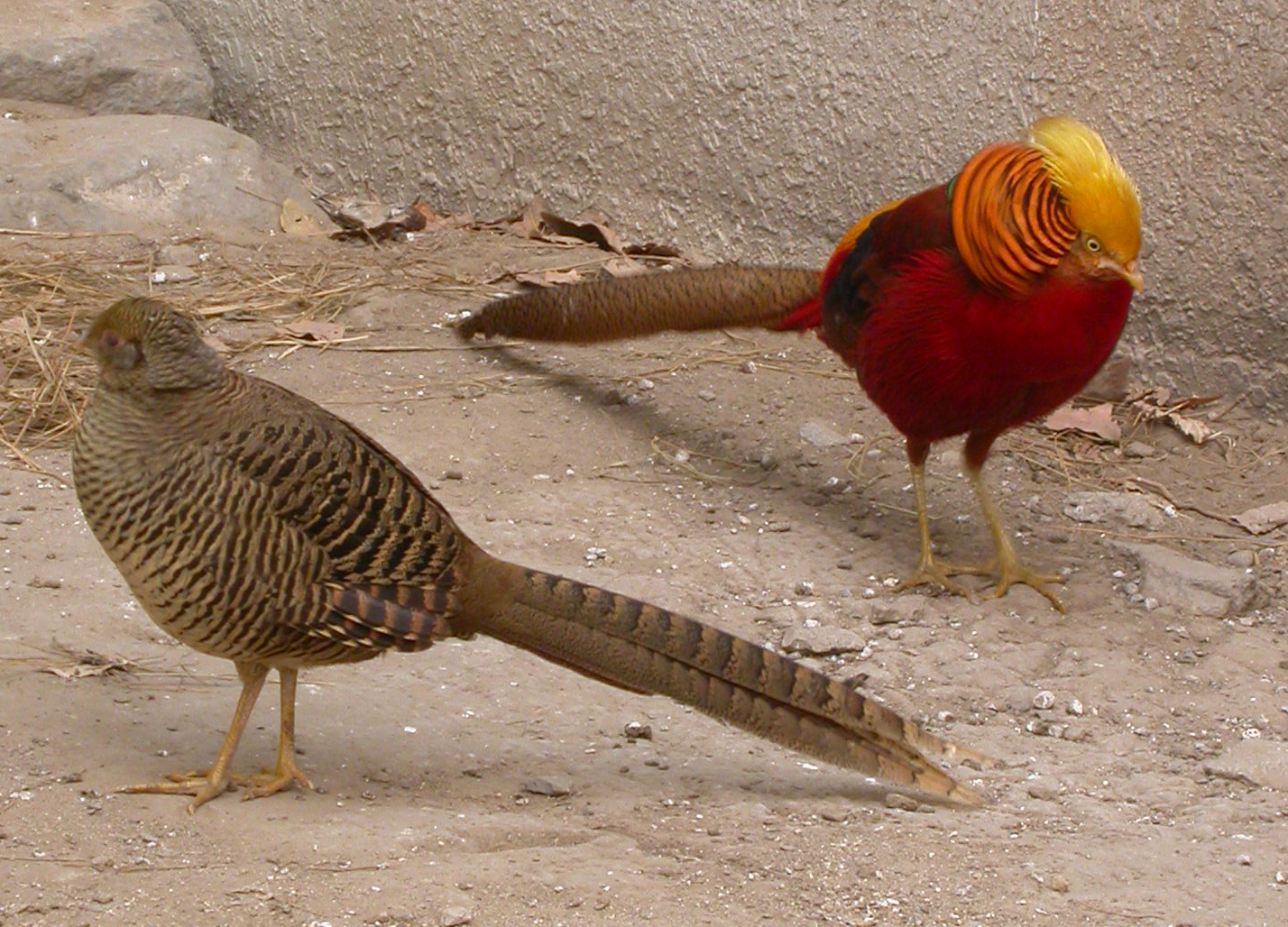
Paar des Goldfasans

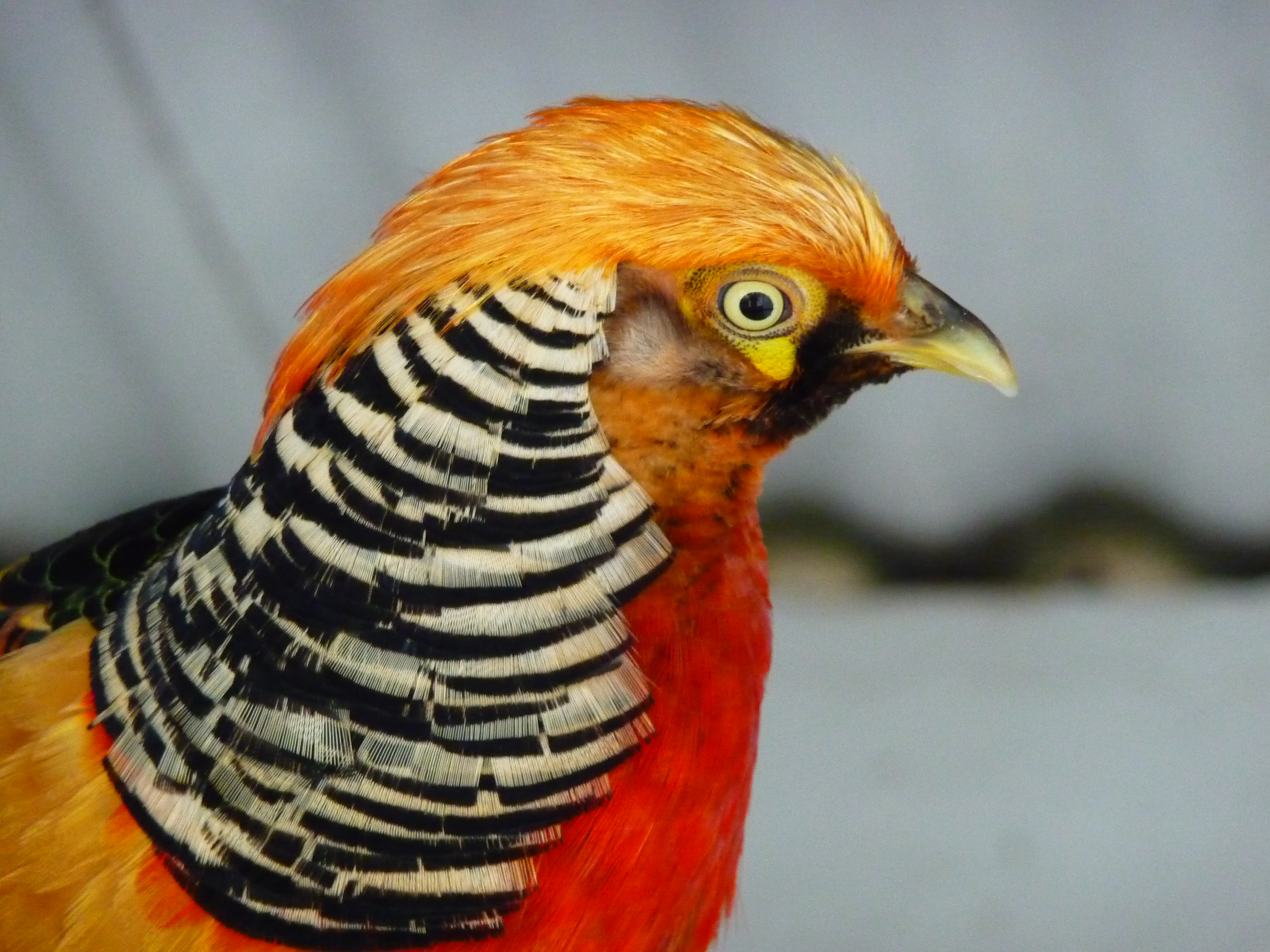
Hybrid aus Gold- und Diamantfasan

Es handelt sich bei beiden Arten der Gattung um relativ zierliche, sehr langschwänzige Fasanen. Die unverwechselbaren Hähne zählen zu den farbenprächtigsten Fasanen und tragen an den Kopfseiten und im Nacken einen typischen Kragen aus verlängerten, sehr breiten Federn, die bei Balzhandlungen schildförmig abgespreizt werden können. Die Kragenfedern sind beim Goldfasan fast eckig, beim Diamantfasan unten deutlich gerundet. Bei beiden Arten tragen sie breite, dunkle Säume. Im Unterschied zu anderen Fasanengattungen ist die unbefiederte Augenpartie nicht rot, wenig ausgedehnt und trägt keine erigierbaren Lappen. Auf dem Oberkopf bilden die langen, harten und glänzenden Federn eine Kopfhaube, die bis in den Nacken fällt. Der im Querschnitt dachförmige und stark gestufte Schwanz besteht aus acht Steuerfederpaaren, von denen das mittlere stark verlängert ist. Beim Diamantfasan kann es bis zu 1,15 Meter Länge erreichen. Die unbefiederten Läufe sind lang und schlank, die Sporen sind nur geringfügig ausgeprägt. Die Hennen tragen ein relativ schlichtbraunes Gefieder, das recht regelmäßig schwarz quergestreift ist. Bei der Henne des Goldfasans ist die Grundtönung eher gelbbraun, bei der des Diamantfasans eher rotbraun. Bei beiden Arten sind die Eier im Vergleich zur Körpergröße sehr groß.

## Lebensweise
Beide Arten leben in subtropischen Gebirgsdschungeln und -wäldern, wobei der Goldfasan bis 2500 Meter Höhe, der Diamantfasan bevorzugt in höheren und teils kälteren Lagen vorkommt. Im Bereich der gemeinsamen Verbreitung kommen sie aber auch in gleichen Habitaten vor. Im Unterschied zum Goldfasan, bei dem Wintertrupps nur aus bis zu drei Vögeln bestehen und bei dem Paare oft das ganze Jahr für sich bleiben, bilden sich beim Diamantfasan Trupps aus mehreren Familien und bis zu 20 oder 30 Vögeln. Zu anderen Fasanen und insbesondere zur Gattung Phasianus gibt es vor allem im Verhalten deutliche Unterschiede. Beide Kragenfasanen leben in Monogamie. Die Balz ist sehr charakteristisch: Mit gestreckten Läufen und aufgestelltem Schwanz wird der Kopf herabgesenkt und vor allem der aufgespreizte Kragen und die farbigen Rückenpartien präsentiert.

## Arten
- Goldfasan (Chrysolophus pictus)
- Diamantfasan (Chrysolophus amherstiae)

## Belege

### Einzelbelege
1. ↑  Raethel, S. 655, s. Literatur
2. ↑   Madge et al., S. 326, s. Literatur